# Handanakere, Chiknayakanhalli
Handanakere là một làng thuộc tehsil Chiknayakanhalli, huyện Tumkur, bang Karnataka, Ấn Độ.